# Gare de Chelmsford
Pour les articles homonymes, voir Gare de Chelmsford (Essex).
La  gare de Chelmsford est une gare ferroviaire canadienne, située dans la localité de Chelmsford sur le territoire de la ville de Grand Sudbury dans la province de l'Ontario. 
C'est un arrêt Via Rail Canada desservie par le train Sudbury-White River.

## Situation ferroviaire
Établie à 276 mètres d'altitude, la halte de Chelmsford est située au point kilométrique (PK) 26 de la ligne de Sudbury à White River, entre les arrêts d'Azilda et de Larchwood. Cette infrastructure est une section de la principale ligne transcontinentale du Canadien Pacifique.

## Histoire
La  Canadien Pacifique construit un bâtiment en 1898. Il est agrandi en 1926 pour loger le responsable de la gare et sa famille. Il a été détruit depuis.

## Service des voyageurs

### Accueil
Halte voyageurs, c'est un point d'arrêt non géré (PANG) à accès libre. Elle est équipée d'un abri chauffé. Le train ne s'arrête qu'à la demande.

### Desserte
Chelmsford est desservie par le train Sudbury-White River de Via Rail Canada. Le train passe à l'arrêt six fois par semaine : les mardi, jeudi et samedi, son passage est à 9h15 venant de Sudbury il se dirige vers White River ; les mercredi, vendredi et dimanche, son passage est à 17h40, venant de White River il se dirige vers Sudbury.

### Intermodalité
Un parking (gratuit) pour les véhicules y est aménagé.